# کاجازون گیورجیان
کاجازون هاکوبی گیورجیان (ارمنی: Քաջազուն Հակոբի Գյուրջյան زاده ۱ ژانویهٔ ۱۹۲۳ - ۱۳ فوریهٔ ۲۰۲۲) یک بازیگر اهل ارمنستان است. 

## زندگی‌نامه
وی در ۱ ژانویهٔ ۱۹۲۳ در ووستان به دنیا آمد . وی همچنین برندهٔ جوایزی همچون هنرمند شایسته ارمنستان شوروی شده‌است. وی در ۱۳ فوریهٔ ۲۰۲۲  در سن ۹۹ سالگی در آرتاشات درگذشت.